# Gymnelus popovi
Gymnelus popovi és una espècie de peix de la família dels zoàrcids i de l'ordre dels perciformes.

## Morfologia
- Els mascles poden assolir 10 cm de longitud total.[4][5]

## Hàbitat
És un peix marí, de clima polar i demersal que viu entre 0-4 m de fondària.

## Distribució geogràfica
Es troba a les Illes Kurils i des de les Illes Commander, i al llarg de les Illes Aleutianes, fins a l'Illa Kodiak (Alaska).

## Observacions
És inofensiu per als humans.